# Inferno sul fondo
Inferno sul fondo è un film statunitense del 1958, ambientato in un sommergibile nel corso della seconda guerra mondiale.

## Trama
Oceano Pacifico: il comandante Doyle del sommergibile americano Greyfish, è alla ricerca della portaerei giapponese Shinaru che faceva parte della flotta che colpì Pearl Harbor. Ma il desiderio di vendetta è frustrato dalla notizia che accanto alla nave giapponese si trova un mercantile che trasporta prigionieri verso il Giappone, tra cui si trovano sua moglie e sua figlia, e che viene usata come scudo contro attacchi con siluri. Doyle decide di tentare comunque l'attacco ma il siluro colpisce il mercantile causando un naufragio tra i prigionieri. Profondamente colpito Doyle preferisce continuare per la sua rotta piuttosto che salvare i naufraghi arrivando a entrare nella baia di Tokyo dove ritrova la portaerei Shinaru. Ci sarà un nuovo attacco con sei siluri, che però saranno intercettati da un cacciatorpediniere, usato per difendere la portaerei.
Alla fine la perseveranza di Doyle sarà premiata e affonderà la portaerei nemica, anche se questo costerà la perdita del suo sommergibile.